# Euthalia sramana
Euthalia sramana är en fjärilsart som beskrevs av Hans Fruhstorfer 1913. Euthalia sramana ingår i släktet Euthalia och familjen praktfjärilar. Inga underarter finns listade i Catalogue of Life.